# Llista d'espècies de quiracàntids
Aquesta és la llista de totes les espècies descrites de la família d'aranyes dels quiracàntids (Cheiracanthiidae) segons el World Spider Catalog, versió 17.5, del 26 de desembre de 2016: És una família reconeguda recentment a partir de l'estudi de Ramírez el 2014. Des de l'any 2014, la família rebia el nom dels euticúrids (Eutichuridae) però el 2018, H. Ono i K. Ogata han argumentat el canvi de nom a Cheiracanthiidae (2018).

## Calamoneta
Calamoneta Deeleman-Reinhold, 2001
- Calamoneta djojosudharmoi Deeleman-Reinhold, 2001 (espècie de tipus) – Sumatra
- Calamoneta urata Deeleman-Reinhold, 2001 – Java

## Calamopus
Calamopus Deeleman-Reinhold, 2001
- Calamopus phyllicola Deeleman-Reinhold, 2001 (espècie tipus) – Tailàndia
- Calamopus tenebrarum Deeleman-Reinhold, 2001 – Indonèsia

## Cheiracanthium
Cheiracanthium C. L. Koch, 1839
- Cheiracanthium abbreviatum Simon, 1878 – França, Dinamarca
- Cheiracanthium aculeatum Simon, 1884 – Àfrica
- Cheiracanthium aden Lotz, 2007 – Iemen
- Cheiracanthium adjacens O. Pickard-Cambridge, 1885 – Yarkand, Karakorum
- Cheiracanthium africanum Lessert, 1921 – Àfrica, Madagascar, Reunion
- Cheiracanthium aizwalense Biswas & Biswas, 2007 – Índia
- Cheiracanthium aladanense Lotz, 2007 – Iemen
- Cheiracanthium albidulum (Blackwall, 1859) – Madeira
- Cheiracanthium algarvense Wunderlich, 2012 – Portugal
- Cheiracanthium ambrense Lotz, 2014 – Madagascar
- Cheiracanthium ampijoroa Lotz, 2014 – Madagascar
- Cheiracanthium andranomay Lotz, 2014 – Madagascar
- Cheiracanthium angolense Lotz, 2007 – Angola, Zimbabwe, Sud-àfrica
- Cheiracanthium angulitarse Simon, 1878 – Europa
- Cheiracanthium anjozorobe Lotz, 2014 – Madagascar
- Cheiracanthium annulipes O. Pickard-Cambridge, 1872 – Espanya, Egipte, Israel
- Cheiracanthium antungense Chen & Huang, 2012 – Taiwan
- Cheiracanthium apia Platnick, 1998 – Samoa
- Cheiracanthium approximatum O. Pickard-Cambridge, 1885 – Yarkand
- Cheiracanthium ashleyi Lotz, 2014 – Madagascar
- Cheiracanthium auenati Caporiacco, 1936 – Líbia
- Cheiracanthium bantaengi Merian, 1911 – Sulawesi
- Cheiracanthium barbarum (Lucas, 1846) – Algèria
- Cheiracanthium boendense Lotz, 2015 – Congo
- Cheiracanthium brevicalcaratum L. Koch, 1873 – Lombok, Austràlia Occidental
- Cheiracanthium brevidens Kroneberg, 1875 – Asia Central
- Cheiracanthium brevispinum Cançó, Feng & Shang, 1982 – Xina, Corea
- Cheiracanthium campestre Lohmander, 1944 – Europa
- Cheiracanthium canariense Wunderlich, 1987 – Illes Canàries, Turquia, Egipte
- Cheiracanthium catindigae Barrion & Litsinger, 1995 – Filipines
- Cheiracanthium caudatum (Thorell, 1887) – Myanmar
- Cheiracanthium conflexum Simon, 1906 – Índia
- Cheiracanthium conspersum (Thorell, 1891) – Illes Nicobar
- Cheiracanthium crucigerum Arc de Sant Martí, 1920 – Illes Norfolk
- Cheiracanthium danieli Tikader, 1975 – Índia
- Cheiracanthium daquilium Barrion & Litsinger, 1995 – Indonèsia, Filipines
- Cheiracanthium debile Simon, 1890 – Chad, Iemen
- Cheiracanthium denisi Caporiacco, 1939 – Etiòpia, Congo
- Cheiracanthium dippenaarae Lotz, 2007 – Sud-àfrica
- Cheiracanthium effossum Herman, 1879 – Europa central a Rússia
- Cheiracanthium elegans Thorell, 1875 – Europa a Asia Central
- Cheiracanthium equestre O. Pickard-Cambridge, 1874 – Líbia, Egipte
- Cheiracanthium erraticum (Walckenaer, 1802) – Paleàrtic
- Cheiracanthium escaladae Barrion, Barrion-Dupo & Heong, 2013 –Xina
- Cheiracanthium eutittha Bösenberg & Bri, 1906 – Corea, Taiwan, Japó
- Cheiracanthium excavatum Arc de Sant Martí, 1920 – Illes Norfolk
- Cheiracanthium exilipes (Lucas, 1846) – Algèria
- Cheiracanthium exquestitum Zhang & Zhu, 1993 – Xina
- Cheiracanthium falcatum Chen et al., 2006 – Taiwan
- Cheiracanthium falcis Lotz, 2015 – Gabon
- Cheiracanthium festae Pavesi, 1895 – Israel
- Cheiracanthium fibrosum Zhang, Hu & Zhu, 1994 – Xina
- Cheiracanthium filiapophysium Chen & Huang, 2012 – Taiwan
- Cheiracanthium fisheri Lotz, 2014 – Madagascar
- Cheiracanthium floresense Wunderlich, 2008 – Açores
- Cheiracanthium foordi Lotz, 2015 – Sud-àfrica
- Cheiracanthium foulpointense Lotz, 2014 – Madagascar
- Cheiracanthium fujianense Gong, 1983 – Xina
- Cheiracanthium fulvotestaceum Simon, 1878 – França
- Cheiracanthium furax L. Koch, 1873 – Samoa
- Cheiracanthium furculatum Karsch, 1879 – Illes Cap Verd, Àfrica, Madagascar, Illes Comoro (Europa, introduït)
- Cheiracanthium ghanaense Lotz, 2015 – Ghana
- Cheiracanthium gobi Schmidt & Barensteiner, 2000 – Xina
- Cheiracanthium gracile L. Koch, 1873 – Queensland, Nova Gal·les del Sud
- Cheiracanthium gratum KulczyńEsquí, 1897 – Alemanya, Hongria
- Cheiracanthium griswoldi Lotz, 2014 – Madagascar
- Cheiracanthium halophilum Schmidt & Piepho, 1994 – Illes Cap Verd
- Cheiracanthium haroniense Lotz, 2007 – Zimbabwe
- Cheiracanthium himalayense Greument, 1931 – Índia
- Cheiracanthium hypocyrtum Zhang & Zhu, 1993 – Xina
- Cheiracanthium ienisteai Sterghiu, 1985 – Romania
- Cheiracanthium ilicis Morano & Bonal, 2016 – Espanya
- Cheiracanthium impressum Thorell, 1881 – Queensland
- Cheiracanthium incertum O. Pickard-Cambridge, 1869 – Sri Lanka
- Cheiracanthium inclusum (Hentz, 1847) – Nou Món, Àfrica, Reunion
- Cheiracanthium incomptum (Thorell, 1891) – Illes Nicobar
- Cheiracanthium indicum O. Pickard-Cambridge, 1874 – Índia, Sri Lanka
- Cheiracanthium inflatum Wang & Zhang, 2013 – Xina
- Cheiracanthium inornatum O. Pickard-Cambridge, 1874 – Índia
- Cheiracanthium insigne O. Pickard-Cambridge, 1874 – Índia, Sri Lanka, Tailàndia, Myanmar, Laos, Xina
- Cheiracanthium insulanum (Thorell, 1878) – Myanmar, Laos a la Xina, Taiwan, Moluccas, Filipines
- Cheiracanthium insulare (Vinson, 1863) – Madagascar, Reunion
- Cheiracanthium insulare L. Koch, 1866 – Samoa
- Cheiracanthium isiacum O. Pickard-Cambridge, 1874 – Líbia, Egipte
- Cheiracanthium itakeum Barrion & Litsinger, 1995 – Filipines
- Cheiracanthium jabalpurense Majumder & Tikader, 1991 – Índia
- Cheiracanthium japonicum Bösenberg & Bri, 1906 – Xina, Corea, Japó
- Cheiracanthium jocquei Lotz, 2014 – Illes Comoro, Madagascar
- Cheiracanthium joculare Simon, 1910 – Príncipe
- Cheiracanthium jorgeense Wunderlich, 2008 – Açores
- Cheiracanthium jovium Denis, 1947 – Egipte
- Cheiracanthium kabalense Lotz, 2015 – Uganda
- Cheiracanthium kakamega Lotz, 2015 – Kenya
- Cheiracanthium kakumense Lotz, 2015 – Costa d'Ivori, Ghana, Congo
- Cheiracanthium kashmirense Majumder & Tikader, 1991 – Índia
- Cheiracanthium kazachstanicum Ponomarev, 2007 – Kazakhstan
- Cheiracanthium kenyaense Lotz, 2007 – Àfrica
- Cheiracanthium kibonotense Lessert, 1921 – Etiòpia, Congo, Kenya, Tanzània, Uganda
- Cheiracanthium klabati Merian, 1911 – Sulawesi
- Cheiracanthium knipperi Lotz, 2011 – Tanzània
- Cheiracanthium kupense Lotz, 2007 – Camerun
- Cheiracanthium lanceolatum Chrysanthus, 1967 – Nova Guinea
- Cheiracanthium lascivum Karsch, 1879 – Rússia, Xina, Corea, Japó
- Cheiracanthium leucophaeum Simon, 1897 – Madagascar
- Cheiracanthium ligawsolanum Barrion & Litsinger, 1995 – Filipines
- Cheiracanthium liplikeum Barrion & Litsinger, 1995 – Filipines
- Cheiracanthium liuyangense Xie et al., 1996 – Xina
- Cheiracanthium lompobattangi Merian, 1911 – Sulawesi
- Cheiracanthium longimanum L. Koch, 1873 – Queensland, Tonga, Fiji, Noves Hèbrides, Nova Caledònia
- Cheiracanthium longipes (Thorell, 1890) – Sumatra
- Cheiracanthium longtailen Xu, 1993 – Xina
- Cheiracanthium ludovici Lessert, 1921 – Congo, Kenya, Tanzània, Madagascar
- Cheiracanthium lukiense Lotz, 2015 – Congo
- Cheiracanthium macedonicum Drensky, 1921 – Bulgària, Macedonia
- Cheiracanthium madagascarense Lotz, 2014 – Illes Comoro, Madagascar
- Cheiracanthium mahajanga Lotz, 2014 – Madagascar
- Cheiracanthium malkini Lotz, 2007 – Nigèria
- Cheiracanthium mangiferae Workman, 1896 – Singapur, Sumatra
- Cheiracanthium maraisi Lotz, 2007 – Namíbia, Botswana
- Cheiracanthium margaritae Sterghiu, 1985 – Romania
- Cheiracanthium marplesi Chrysanthus, 1967 – Nova Guinea
- Cheiracanthium mayombense Lotz, 2015 – Congo
- Cheiracanthium melanostomum (Thorell, 1895) – Índia, Bangladesh, Myanmar
- Cheiracanthium mertoni Bri, 1911 – Illes Aru
- Cheiracanthium mildei L. Koch, 1864 – Holarctic, Israel, Argentina
- Cheiracanthium minahassae Merian, 1911 – Sulawesi
- Cheiracanthium minshullae Lotz, 2007 – Zimbabwe, Botswana, Sud-àfrica
- Cheiracanthium molle L. Koch, 1875 – Àfrica, Aràbia Saudita
- Cheiracanthium mondrainense Principal, 1954 – Austràlia Occidental
- Cheiracanthium mongolicum Schenkel, 1963 – Mongòlia
- Cheiracanthium montanum L. Koch, 1877 – Paleàrtic
- Cheiracanthium mordax L. Koch, 1866 – Xina, Taiwan, Austràlia a Samoa, Noves Hèbrides, Illes Solomon
- Cheiracanthium murinum (Thorell, 1895) – Índia, Myanmar
- Cheiracanthium mysorense Majumder & Tikader, 1991 – Índia, Bangladesh
- Cheiracanthium nalsaroverense Patel & Patel, 1973 – Índia
- Cheiracanthium nervosum Simon, 1909 – Austràlia Occidental
- Cheiracanthium nickeli Lotz, 2011 – Mauritània
- Cheiracanthium ningmingense Zhang & Yin, 1999 – Xina
- Cheiracanthium occidentale L. Koch, 1882 – Minorca
- Cheiracanthium olliforme Zhang & Zhu, 1993 – Xina
- Cheiracanthium oncognathum Thorell, 1871 – Europa, Rússia
- Cheiracanthium pallidum Arc de Sant Martí, 1920 – Illes Lord Howe
- Cheiracanthium pauriense Majumder & Tikader, 1991 – Índia
- Cheiracanthium pelasgicum (C. L. Koch, 1837) – Paleàrtic
- Cheiracanthium pennatum Simon, 1878 – Europa
- Cheiracanthium pennuliferum Simon, 1909 – Austràlia Occidental
- Cheiracanthium pennyi O. Pickard-Cambridge, 1873 – Paleàrtic
- Cheiracanthium peregrinum Thorell, 1899 – Costa d'Ivori, Nigèria, Camerun
- Cheiracanthium pichoni Schenkel, 1963 – Xina
- Cheiracanthium poonaense Majumder & Tikader, 1991 – Índia
- Cheiracanthium potanini Schenkel, 1963 – Xina
- Cheiracanthium punctipedellum Caporiacco, 1949 – Congo, Rwanda, Kenya
- Cheiracanthium punctorium (Villers, 1789) – Europa a Asia Central (espècie tipus)
- Cheiracanthium punjabense Sadana & Bajaj, 1980 – Índia
- Cheiracanthium ransoni Lotz, 2014 – Madagascar
- Cheiracanthium rehobothense Bri, 1915 – Israel
- Cheiracanthium rothi Lotz, 2014 – Madagascar
- Cheiracanthium rupicola (Thorell, 1897) – Myanmar, Xina, Indonèsia
- Cheiracanthium russellsmithi Lotz, 2007 – Etiòpia
- Cheiracanthium rwandense Lotz, 2011 – Rwanda
- Cheiracanthium saccharanalis Mukhtar, 2015 – Pakistan
- Cheiracanthium sakoemicum Roewer, 1938 – Nova Guinea
- Cheiracanthium salsicola Simon, 1932 – França
- Cheiracanthium sambii Patel & Reddy, 1991 – Índia
- Cheiracanthium sansibaricum Bri, 1907 – Costa d'Ivori a Zanzíbar
- Cheiracanthium saraswatii Tikader, 1962 – Índia
- Cheiracanthium schenkeli Caporiacco, 1949 – Kenya, Rwanda, Zimbabwe, Botswana, Sud-àfrica
- Cheiracanthium seidlitzi L. Koch, 1864 – Mediterrani a Asia Central
- Cheiracanthium seshii Patel & Reddy, 1991 – Índia
- Cheiracanthium shilabira Lotz, 2015 – Congo, Kenya
- Cheiracanthium shiluvanense Lotz, 2007 – Sud-àfrica
- Cheiracanthium sikkimense Majumder & Tikader, 1991 – Índia, Bangladesh
- Cheiracanthium silaceum Arc de Sant Martí, 1897 – Nova Gal·les del Sud
- Cheiracanthium simaoense Zhang & Yin, 1999 – Xina
- Cheiracanthium Símplex Thorell, 1899 – Camerun, Nigèria
- Cheiracanthium siwi El-Hennawy, 2001 – Egipte
- Cheiracanthium solidum Zhang, Zhu & Hu, 1993 – Xina
- Cheiracanthium soputani Merian, 1911 – Sulawesi
- Cheiracanthium spectabile (Thorell, 1887) – Myanmar
- Cheiracanthium sphaericum Zhang, Zhu & Hu, 1993 – Xina
- Cheiracanthium stratioticum L. Koch, 1873 – Nova Zelanda, Tasmània
- Cheiracanthium streblowi L. Koch, 1879 – Rússia
- Cheiracanthium striolatum Simon, 1878 – Mediterrània Occidental
- Cheiracanthium taegense Paik, 1990 – Xina, Corea
- Cheiracanthium tagorei Biswas & Raychaudhuri, 2003 – Bangladesh
- Cheiracanthium taiwanicum Chen et al., 2006 – Taiwan
- Cheiracanthium tanmoyi Biswas & Roy, 2005 – Índia
- Cheiracanthium tanzanense Lotz, 2015 – Tanzània
- Cheiracanthium taprobanense Bri, 1907 – Sri Lanka
- Cheiracanthium tenue L. Koch, 1873 – Queensland
- Cheiracanthium tetragnathoide Caporiacco, 1949 – Kenya
- Cheiracanthium torricellianum Bri, 1911 – Nova Guinea
- Cheiracanthium torsivum Chen & Huang, 2012 – Taiwan
- Cheiracanthium triviale (Thorell, 1895) – Índia, Myanmar
- Cheiracanthium trivittatum Simon, 1906 – Índia
- Cheiracanthium truncatum (Thorell, 1895) – Myanmar
- Cheiracanthium turanicum Kroneberg, 1875 – Uzbekistan, Tadjikistan
- Cheiracanthium turiae Bri, 1917 – Tailàndia a Queensland
- Cheiracanthium uncinatum Paik, 1985 – Xina, Corea
- Cheiracanthium unicum Bösenberg & Bri, 1906 – Xina, Corea, Japó, Laos
- Cheiracanthium vankhedei Marusik & Fomichev, 2016 – Mongòlia
- Cheiracanthium vansoni Lawrence, 1936 – Àfrica Del sud
- Cheiracanthium verdense Lotz, 2011 – Illes Cap Verd
- Cheiracanthium virescens (Sundevall, 1833) – Paleàrtic
- Cheiracanthium vorax O. Pickard-Cambridge, 1874 – Índia
- Cheiracanthium warsai Mukhtar, 2015 – Pakistan
- Cheiracanthium wiehlei Chrysanthus, 1967 – Nova Guinea
- Cheiracanthium wilma (Benoit, 1977) – St. Helena
- Cheiracanthium zebrinum Savelyeva, 1972 – Rússia, Kazakhstan
- Cheiracanthium zhejiangense Hu & Cançó, 1982 – Xina, Corea
- Cheiracanthium cuniculum Herman, 1879 – Hongria, Eslovàquia, (nomen dubium)
- Cheiracanthium rupestre Herman, 1879 – Europa Oriental, (nomen dubium)

## Cheiramiona
Cheiramiona Lotz & Dippenaar-Schoeman, 1999
- Cheiramiona akermani (Lawrence, 1942) – Sud-àfrica
- Cheiramiona amarifontis Lotz, 2003 – Sud-àfrica
- Cheiramiona ansiae Lotz, 2003 – Sud-àfrica
- Cheiramiona baviaan Lotz, 2015 – Sud-àfrica
- Cheiramiona boschrandensis Lotz, 2015 – Sud-àfrica
- Cheiramiona brandbergensis Lotz, 2005 – Namíbia
- Cheiramiona clavigera (Simon, 1897) (espècie tipus) – Sud-àfrica
- Cheiramiona collinita (Lawrence, 1938) – Sud-àfrica
- Cheiramiona debeeri Lotz, 2015 – Sud-àfrica
- Cheiramiona dubia (O. Pickard-Cambridge, 1874) – Egipte
- Cheiramiona ferrumfontis Lotz, 2003 – Sud-àfrica
- Cheiramiona filipes (Simon, 1898) – Zimbabwe, Sud-àfrica
- Cheiramiona florisbadensis Lotz, 2003 – Sud-àfrica, Lesotho
- Cheiramiona fontanus Lotz, 2003 – Sud-àfrica
- Cheiramiona haddadi Lotz, 2015 – Sud-àfrica
- Cheiramiona hewitti (Lessert, 1921) – Tanzània
- Cheiramiona hlathikulu Lotz, 2015 – Sud-àfrica
- Cheiramiona hogsbackensis Lotz, 2015 – Sud-àfrica
- Cheiramiona ibayaensis Lotz, 2015 – Tanzània
- Cheiramiona jakobsbaaiensis Lotz, 2015 – Sud-àfrica
- Cheiramiona jocquei Lotz, 2003 – Malawi
- Cheiramiona kalongensis Lotz, 2003 – Congo
- Cheiramiona kentaniensis Lotz, 2003 – Sud-àfrica
- Cheiramiona kirkspriggsi Lotz, 2015 – Sud-àfrica
- Cheiramiona kivuensis Lotz, 2015 – Congo, Rwanda
- Cheiramiona krugerensis Lotz, 2003 – Sud-àfrica
- Cheiramiona lajuma Lotz, 2003 – Sud-àfrica
- Cheiramiona lamorali Lotz, 2015 – Namíbia
- Cheiramiona langi Lotz, 2003 – Zimbabwe, Sud-àfrica
- Cheiramiona lejeuni Lotz, 2003 – Congo, Malawi
- Cheiramiona lindae Lotz, 2015 – Sud-àfrica
- Cheiramiona malawiensis Lotz, 2015 – Malawi
- Cheiramiona mkhambathi Lotz, 2015 – Sud-àfrica
- Cheiramiona mlawula Lotz, 2003 – Swazilàndia, Sud-àfrica
- Cheiramiona mohalensis Lotz, 2015 – Lesotho
- Cheiramiona musosaensis Lotz, 2015 – Congo
- Cheiramiona muvalensis Lotz, 2003 – Congo
- Cheiramiona nyungwensis Lotz, 2015 – Rwanda
- Cheiramiona paradisus Lotz, 2003 – Zimbabwe, Sud-àfrica
- Cheiramiona plaatbosensis Lotz, 2015 – Sud-àfrica
- Cheiramiona qachasneki Lotz, 2015 – Sud-àfrica
- Cheiramiona regis Lotz, 2003 – Sud-àfrica
- Cheiramiona robinae Lotz, 2015 – Sud-àfrica
- Cheiramiona ruwenzoricola (Bri, 1916) – Congo
- Cheiramiona saniensis Lotz, 2015 – Sud-àfrica
- Cheiramiona silvicola (Lawrence, 1938) – Sud-àfrica
- Cheiramiona simplicitarsis (Simon, 1910) – Sud-àfrica
- Cheiramiona stellenboschiensis Lotz, 2003 – Sud-àfrica
- Cheiramiona tembensis Lotz, 2015 – Sud-àfrica
- Cheiramiona upperbyensis Lotz, 2015 – Sud-àfrica

## Ericaella
Ericaella Bonaldo, 1994
- Ericaella florezi Bonaldo, Brescovit & Rheims, 2005 – Colòmbia
- Ericaella kaxinawa Bonaldo, 1997 – Brasil
- Ericaella longipes (Chickering, 1937) (espècie tipus) – Panamà
- Ericaella samiria Bonaldo, 1994 – Perú, Brasil

## Eutichurus
Eutichurus Simon, 1897
- Eutichurus abiseo Bonaldo, 1994 – Perú
- Eutichurus arnoi Bonaldo, 1994 – Colòmbia
- Eutichurus brescoviti Bonaldo, 1994 – Colòmbia
- Eutichurus chingliputensis Majumder & Tikader, 1991 – Índia
- Eutichurus cuzco Bonaldo, 1994 – Perú
- Eutichurus ferox Simon, 1897 (espècie tipus) – Equador
- Eutichurus furcifer Kraus, 1955 – El Salvador, Costa Rica
- Eutichurus ibiuna Bonaldo, 1994 – Brasil
- Eutichurus itamaraju Bonaldo, 1994 – Brasil
- Eutichurus keyserlingi Simon, 1897 – Colòmbia
- Eutichurus lizeri Mello-Leitão, 1938 – Bolívia, Argentina
- Eutichurus luridus Simon, 1897 – Perú, Brasil, Bolívia
- Eutichurus madre Bonaldo, 1994 – Perú
- Eutichurus manu Bonaldo, 1994 – Perú
- Eutichurus marquesae Bonaldo, 1994 – Colòmbia
- Eutichurus pallatanga Bonaldo, 1994 – Equador
- Eutichurus putus O. Pickard-Cambridge, 1898 – Panamà, Colòmbia, Equador, Brasil
- Eutichurus ravidus Simon, 1897 – Brasil, Paraguai, Argentina
- Eutichurus saylapampa Bonaldo, 1994 – Perú
- Eutichurus sigillatus Chickering, 1937 – Panamà
- Eutichurus silvae Bonaldo, 1994 – Equador, Perú
- Eutichurus tezpurensis Biswas, 1991 – Índia
- Eutichurus tropicus (L. Koch, 1866) – Colòmbia
- Eutichurus valderramai Bonaldo, 1994 – Colòmbia
- Eutichurus yalen Bonaldo, 1994 – Perú
- Eutichurus zarate Bonaldo, 1994 – Perú

## Lessertina
Lessertina Lawrence, 1942
- Lessertina capensis Haddad, 2014 – Sud-àfrica
- Lessertina mutica Lawrence, 1942 (espècie tipus) – Sud-àfrica

## Macerio
Macerio Simon, 1897
- Macerio chabon Ramírez, 1997 – Xile
- Macerio conguillio Ramírez, 1997 – Xile, Argentina
- Macerio flavus (Nicolet, 1849) (espècie tipus) – Xile, Argentina
- Macerio lanin Bonaldo & Brescovit, 1997 – Xile, Argentina
- Macerio nicoleti (Mello-Leitão, 1951) – Xile
- Macerio nublio Bonaldo & Brescovit, 1997 – Xile
- Macerio pichono Bonaldo & Brescovit, 1997 – Xile
- Macerio pucalan Ramírez, 1997 – Xile

## Radulphius
Radulphius Keyserling, 1891
- Radulphius barueri Bonaldo & Buckup, 1995 – Brasil
- Radulphius bicolor Keyserling, 1891 (espècie tipus) – Brasil
- Radulphius bidentatus Bonaldo & Buckup, 1995 – Brasil
- Radulphius boraceia Bonaldo & Buckup, 1995 – Brasil
- Radulphius caldas Bonaldo & Buckup, 1995 – Brasil
- Radulphius camacan Bonaldo, 1994 – Brasil
- Radulphius cambara Bonaldo & Buckup, 1995 – Brasil
- Radulphius caparao Bonaldo & Buckup, 1995 – Brasil
- Radulphius Carril Bonaldo & Buckup, 1995 – Brasil
- Radulphius laticeps Keyserling, 1891 – Brasil
- Radulphius latus Bonaldo & Buckup, 1995 – Brasil
- Radulphius monticola (Roewer, 1951) – Brasil
- Radulphius petropolis Bonaldo & Buckup, 1995 – Brasil
- Radulphius pintodarochai Bonaldo & Buckup, 1995 – Brasil
- Radulphius singularis Bonaldo & Buckup, 1995 – Brasil

## Strotarchus
Strotarchus Simon, 1888
- Strotarchus alboater Dyal, 1935 – Pakistan
- Strotarchus beepbeep Bonaldo et al., 2012 – EUA
- Strotarchus bolero Bonaldo et al., 2012 – Mèxic
- Strotarchus gandu Bonaldo et al., 2012 – Brasil
- Strotarchus jacala Bonaldo et al., 2012 – Mèxic
- Strotarchus mazamitla Bonaldo et al., 2012 – Mèxic
- Strotarchus michoacan Bonaldo et al., 2012 – Mèxic
- Strotarchus Bancs menors, 1909 – Costa Rica
- Strotarchus monasticus Bonaldo et al., 2012 – Mèxic
- Strotarchus nebulosus Simon, 1888 (espècie tipus)  – Mèxic
- Strotarchus piscatorius (Hentz, 1847) – EUA, Mèxic
- Strotarchus planeticus Edwards, 1958 – EUA, Mèxic
- Strotarchus praedator (O. Pickard-Cambridge, 1898) – Mèxic
- Strotarchus silvae Bonaldo et al., 2012 – Perú
- Strotarchus tamaulipas Bonaldo et al., 2012 – Mèxic
- Strotarchus tlaloc Bonaldo et al., 2012 – Mèxic
- Strotarchus tropicus (Mello-Leitão, 1917) – Brasil
- Strotarchus urarina Bonaldo et al., 2012 – Perú
- Strotarchus violaceus F. O. Pickard-Cambridge, 1899 – Mèxic
- Strotarchus vittatus Dyal, 1935 – Pakistan

## Summacanthium
Summacanthium Deeleman-Reinhold, 2001
- Summacanthium androgynum Deeleman-Reinhold, 2001 – Sulawesi
- Summacanthium storki Deeleman-Reinhold, 2001 (espècie tipus) – Sulawesi

## Tecution
Tecution Benoit, 1977
- Tecution helenicola Benoit, 1977 – St. Helena
- Tecution mellissi (O. Pickard-Cambridge, 1873) – St. Helena
- Tecution planum (O. Pickard-Cambridge, 1873) (espècie tipus) – St. Helena